# Seksizm
Ten artykuł należy dopracować:

przedstawiono sytuację tylko z zachodniej perspektywy – artykuł powinien być przekrojowy.
Pomóż go poprawić. Na stronie dyskusji mogą znajdywać się pomocne komentarze.

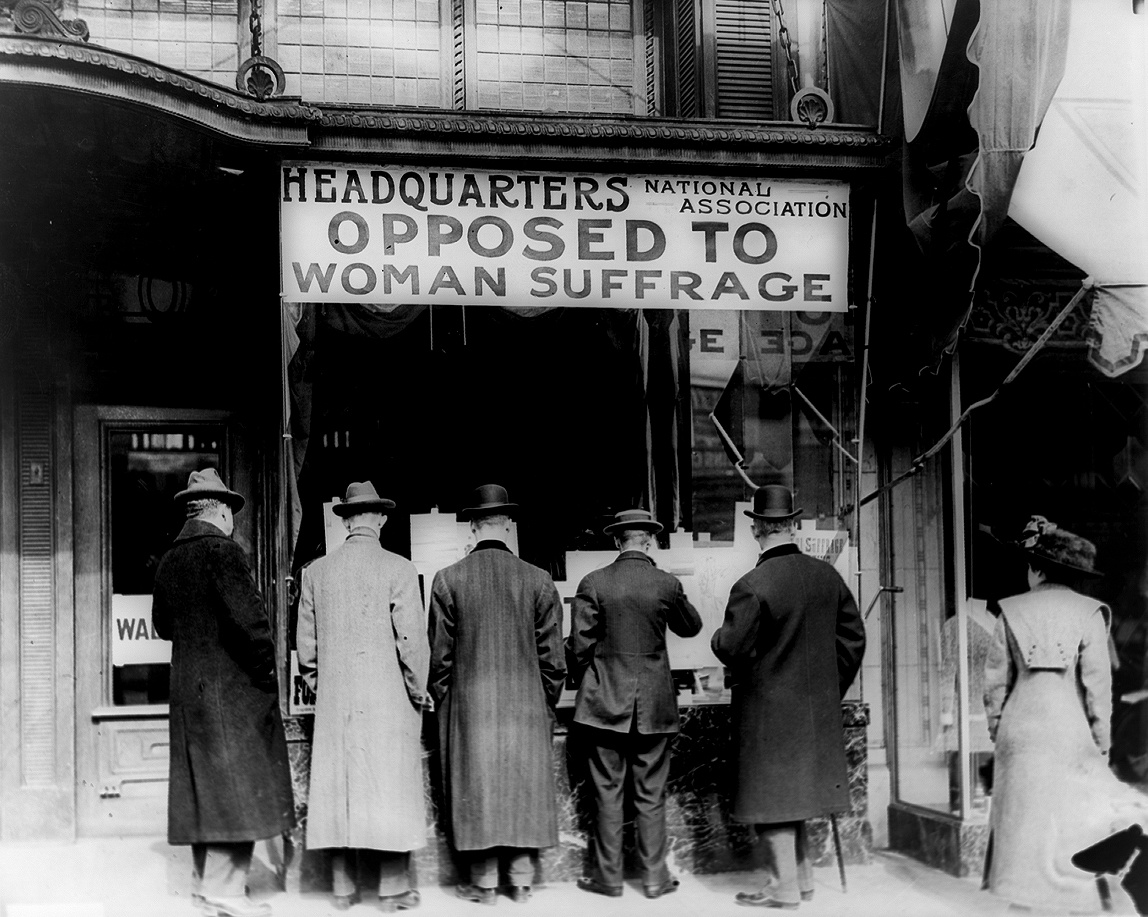
Siedziba stowarzyszenia przeciwko prawom wyborczym kobiet – przykład seksizmu

Seksizm (z ang. sexism, sex „płeć”) – uprzedzenie lub dyskryminacja ze względu na płeć. Seksizm na ogół wiąże się z ideologią, która zakłada, że jedna płeć jest gorsza od drugiej.
Termin ten został utworzony dla opisania dyskryminacji kobiet w latach 60. XX w. przez feminizm drugiej fali i miał tworzyć analogię ze słowem „rasizm” – uważano, że negatywne stereotypy dotyczące kobiet odgrywają podobną rolę społeczną, jak negatywne stereotypy dotyczące koloru skóry: „Postawy seksistowskie wywołują takie zachowania, jak: molestowanie seksualne, zaczepianie na ulicach w celu dokuczania, niesprawiedliwa polityka zatrudniania”.
Szczególną odmianą seksizmu jest seksizm językowy .

## Historia pojęcia
Geneza pojęcia „seksizm” wiąże się z drugą falą feminizmu w USA. Termin został użyty po raz pierwszy w 1965 roku przez Pauline M. Leet podczas wykładu na amerykańskim uniwersytecie Franklin and Marshall. Leet użyła tego terminu na zasadzie analogii do rasizmu, odnosząc się do segregacji w dziedzinie edukacji; na tym uniwersytecie kobiety uczyły się wówczas osobno, odmiennych zagadnień. Istniała więc segregacja płciowa, podobna do segregacji rasowej, przeciwko której protestował wówczas ruch praw obywatelskich.
Pojęcie spopularyzowała następnie pisarka Caroline Bird, która w 1968 roku przedstawiła następującą definicje seksizmu:

Seksizm to ocenianie ludzi na podstawie płci w kwestiach, w których płeć nie ma znaczenia. Seksizm rymuje się z rasizmem.

Za przejawy seksizmu uznawano takie zachowania jak: molestowanie seksualne, zaczepianie na ulicach, niesprawiedliwa polityka zatrudniania. Pojęcie seksizmu miało mniej więcej podobne znaczenie jak inny popularny wówczas termin „męski szowinizm”, oznaczało władzę mężczyzn nad kobietami, skłonność do podporządkowywania kobiet mężczyznom. Po raz pierwszy pojęcie pojawiło się w słowniku angielskim „Merriam Webster Dictionary” w 1968 roku.

## Rodzaje seksizmu
Badacze wyróżniają różne rodzaje seksizmu.

### Tradycyjny i współczesny
Tradycyjne formy seksizmu mogą być wyrażane w przekonaniach wyrażających poparcie dla tradycyjnych ról płciowych, zakładających, że kobiety są mniej uzdolnione i z tego względu powinny być traktowane inaczej niż mężczyźni. Przykładem jest pogląd, że kobiety powinny wyłącznie siedzieć w domu i zajmować się dziećmi, lub przekonanie, że kobiety nie są tak rozumne jak mężczyźni. W niektórych państwach w miejscu tradycyjnego seksizmu pojawiły się nowe formy. Polegają one na zaprzeczaniu istnieniu dyskryminacji kobiet. Współczesny seksizm uznaje wprawdzie, że istnieje nierówne traktowanie kobiet i mężczyzn. Nierówność ta jest jednak uważana nie za dyskryminacje, a za coś naturalnego.

### Instytucjonalny, interpersonalny, nieświadomy
Można również wyróżnić seksizm instytucjonalny, interpersonalny i nieświadomy.
Seksizm instytucjonalny jest związany ze zbiorem jasno sprecyzowanych i domniemanych reguł obowiązujących w pewnych instytucjach. Reguły te prowadzą do nierównego traktowania. Za przykład tego rodzaju seksizmu niektórzy uznają Kościół katolicki, w którym obowiązuje zasada, że kobiety nie mogą być księżmi. Tego rodzaju seksizm nie jest zależny od działań jednostek. Jednostka będąca podległa instytucji musi postępować w zgodzie z określonymi zasadami niezależnie od tego, jak ocenia te zasady.
Seksizm interpersonalny dotyczy interakcji pomiędzy jednostkami, które wytwarzają, utrzymują lub wykorzystują nierówności płciowe. Przykładem mogą być sytuacje, gdy nauczyciele wynagradzają dziewczynki za to, że zachowują się w sposób bierny, mówią mniej niż chłopcy, lub sytuacje, gdy rodzice wychowując chłopca i dziewczynkę wymagają od dziewczynki wykonywania obowiązków domowych, podczas gdy chłopiec może się zajmować zabawą czy sportem. Seksizm tego rodzaju może być zamierzony lub niezamierzony.
Seksizm nieświadomy wyraża się w postaci mechanizmów psychologicznych, a także nieuświadomionych poglądów i emocji, które wytwarzają lub wzmacniają nierówności płciowe. Przykładem takich mechanizmów może być ocenianie dokładnie tej samej pracy jako mniej wartościowej, gdy wykonuje ją kobieta.

## Przejawy seksizmu

### Uprzedzenia na temat kobiet
Seksizm może być wyrażany poprzez uprzedzenia na temat kobiet. Według badań ONZ 91% mężczyzn i 86% kobiet na świecie wyznaje przynajmniej jeden przesąd uznający kobiety za gorsze. 50% badanych na świecie uważa, że kobiety podejmują gorsze decyzje jako polityczki; 40% uważa, że kobiety są gorszymi liderkami firm. Uprzedzenia są wyznawane zarówno przez mężczyzn, jak i kobiety, przy czym mężczyźni częściej wyznają seksistowskie uprzedzenia.
Istnieją liczne badania, które dowodzą, że ludzie postrzegają mężczyzn jako bardziej kompetentnych niż kobiety, nawet gdy dwie osoby różnej płci mają takie same kompetencje. Przykładem jest badanie z 2012 roku z USA. Uczeni poprosili profesorów na uniwersytecie o ocenę kandydatury na stanowisko kierownika laboratorium. Życiorysy były dokładnie takie same, zmieniono jedynie imię i nazwisko. Kandydaci z męskim imieniem mieli większe szansę na zatrudnienie i byli oceniani jako bardziej kompetentni niż kobiety. Podobnych badań wykonano kilkanaście i zawsze wykazywały, że preferowani są mężczyźni.
Stereotypy na temat kobiet mogą być także obecne w reklamach. Badacze zbadali reklamy telewizyjne pod kątem uprzedzeń na temat kobiet i doszli do wniosku, że kobiety w reklamach częściej niż mężczyźni są przedstawiane w rolach osób podległych (jako jednostki zależne od kogoś, nieposiadające władzy).

### Luka płacowa
Jednym z przejawów seksizmu są nierówności płacowe między kobietami a mężczyznami, tzw. luka płacowa (ang. Gender pay gap). Zjawisko to polega na tym, że kobiety zarabiają mniej. Na świecie kobiety zarabiają średnio 63% wysokości zarobków mężczyzn, różnica dla całego świata wynosi więc 37% . W przypadku krajów rozwiniętych zrzeszonych w OECD luka płacowa wynosiła w 2017 roku średnio 13.8% . Według danych Eurostatu luka płacowa, wynosiła w Polsce w 2016 r. 7,2% na niekorzyść kobiet. Była wiec o 0,5 punktu procentowego mniejsza porównaniu z rokiem 2014. W porównaniu do roku 2011 zwiększyła się jednak o 1,7 p.p. Średnia dla krajów UE to 16,2%.

### Podział obowiązków domowych
Na całym świecie kobiety częściej zajmują się pracami domowymi (pranie, sprzątanie itd). W zamożnych gospodarstwach domowych kobiety mają mniej obowiązków, nawet w nich jednak robią więcej niż mężczyźni. Bezrobotne kobiety poświęcają dwa razy tyle czasu na prace domowe, co bezrobotni mężczyźni. Dyskryminacja w tej kwestii dotyczy już dzieci. Dziewczynki spędzają więcej czasu na obowiązkach domowych niż chłopcy i zaczynają pomagać rodzicom wcześniej.
W Polsce również występuje nierówność w tej kwestii. W 2015 72% kobiet w wieku 25–49 spędzało przynajmniej godzinę dziennie na zajęciach opiekuńczych, wśród mężczyzn 39%. Jeśli chodzi o gotowanie i sprzątanie 82% kobiet wykonuje prace domowe w tym zakresie przynajmniej godzinę dziennie, w porównaniu do 34% mężczyzn. Mężczyźni częściej spędzają czas na rozrywkach i aktywnościach społecznych niż kobiety.

### Zróżnicowany wiek emerytalny
Za przejaw dyskryminacji płciowej bywa uznawane zróżnicowanie wieku emerytalnego kobiet i mężczyzn – rozwiązanie praktykowane w niektórych krajach. Ściślej mówiąc, niższy wiek emerytalny kobiet jest uznawany przez instytucje Unii Europejskiej (TSUE , KE ) za dyskryminacje kobiet. Przykładem orzecznictwa TSUE w tej materii jest wyrok w sprawie Austriaczki Christine Kleist, która została zwolniona przez pracodawcę po osiągnięciu wieku emerytalnego, który w Austrii był dla kobiet niższy. Kleist uznała, że jest dyskryminowana ze względu na swoją płeć a TSUE przyznał jej rację . Zdaniem Komisji Europejskiej niższy wiek emerytalny kobiet jest formą dyskryminacji kobiet, ponieważ przyczynia się do znacznie niższych świadczeń emerytalnych kobiet. Również ONZ (UN Women) rekomenduje, by tam, gdzie istnieje niższy wiek emerytalny dla kobiet, był on opcjonalny, tak by kobiety miały prawo do dłuższej pracy i wyższej emerytury.

### Służba wojskowa
Jednym z przejawów seksizmu są różnice pomiędzy kobieta i mężczyznami odnośnie obrony kraju. Opinię taką przedstawia na przykład filozof David Benatar w książce "The Second Sexism: Discrimination Against Men and Boys", również antropolog Ayse Gül Altinay stwierdziła, że „biorąc pod uwagę równe prawa wyborcze, nie ma innej praktyki obywatelskiej, która tak radykalnie różnicuje mężczyzn i kobiety, jak obowiązkowy pobór do wojska dla mężczyzn”. W roku 1971 w odpowiedzi na pozew zbiorowy zarzucający, że pobór do wojska tylko mężczyzn narusza konstytucyjne prawo do równej ochrony amerykański Sąd Najwyższy uznał iż:

...the argument for registering women was based on considerations of equity, but Congress was entitled, in the exercise of its constitutional powers, to focus on the question of military need rather than "equity" (...argument za rejestracją kobiet miał na względzie sprawiedliwość, ale Kongres miał prawo, korzystając ze swoich konstytucyjnych uprawnień, skupić się raczej na kwestii potrzeb wojskowych niż na „sprawiedliwości”)

Uznanie uzależnionego od płci obowiązku wojskowego za seksizm wynika również z samej definicji seksizmu: „dyskryminacja człowieka, gł. kobiety, ze względu na płeć”, gdzie nakładanie określonych obowiązków tylko na jedną płeć jest zachowaniem w oczywisty sposób dyskryminującym. Wynika także ze strategii na rzez równości płci przyjętej przez Radę Europy: „Równość płci wiąże się z równymi prawami kobiet i mężczyzn, dziewcząt i chłopców, a także taką samą widocznością, wzmocnieniem pozycji, odpowiedzialności i uczestnictwa we wszystkich sferach życia publicznego i prywatnego”, naruszając zasadę takiej samej odpowiedzialności obu płci i ich uczestnictwa we wszystkich sferach życia publicznego.
W zdecydowanej większości państw świata obowiązkowej służbie wojskowej podlegają wyłącznie mężczyźni. Do nielicznych krajów, w którym analogiczny obowiązek tyczy się również kobiet należą: Norwegia, Szwecja, Korea Północna, Izrael i Erytrea. Również to mężczyźni zmuszani są w głównej mierze do brania udziału w konfliktach zbrojnych.
Polska ustawa o obronie ojczyzny z dnia 11 marca 2022 roku, określa w artykule 59. punkt 1:

Do kwalifikacji wojskowej są obowiązani stawić się, w określonym terminie i miejscu, mężczyźni, którzy w danym roku kalendarzowym kończą 19 lat życia.

W przypadku kobiet zaś podobny obowiązek obejmuje jedynie absolwentki szkół wyższych posiadających kwalifikacje przydatne do służby wojskowej, artykuł 60 punkt 1 precyzuje:

Za kwalifikacje, o których mowa w ust. 1, uznaje się wykształcenie lub kwalifikacje zawodowe wymagane do wykonywania zawodów medycznych, weterynaryjnych, morskich oraz lotniczych, a także zawodów:  psychologów, rehabilitantów, radiologów, diagnostów laboratoryjnych, informatyków, teleinformatyków, nawigatorów oraz tłumaczy.

W związku z powyższą sytuacją na ręce ministra obrony narodowej złożono nawet interpelację poselską numer 23829, wytykającą polskiemu systemowi prawnemu dyskryminację bezpośrednią

o wartości człowieka, jego obowiązkach, przywilejach nie może decydować płeć. Tym bardziej stosowanie w ustawie takich rozróżnień obecnie może być potraktowane, że nosi znamiona seksizmu.

### Wymiar sprawiedliwości
Po porównaniu 1228 przypadków sankcji wobec oskarżonych obu płci, badacze i badaczki akademiccy z Lille doszli do wniosku, że w stosunku do kobiet częściej orzekane są uniewinnienia oraz zawieszenia wykonywania kary, a w przypadku cięższych zbrodni ich kara jest o wiele łagodniejsza niż w przypadku mężczyzn. Również przy przyznawaniu opieki nad dziećmi (szczególnie w przypadku małych dzieci) mężczyźni są często dyskryminowani i pomijani. Około 96% spraw kończy się na przyznaniu opieki matce.